# Otus enganensis
El autillo de Enggano o autillo de la Enggano (Otus enganensis) es una especie de ave estrigiforme de la familia de los búhos (Strigidae).

## Distribución
Es endémico de las selvas de la isla de Enggano (Indonesia).

## Estado de conservación
Está amenazada por la pérdida de hábitat.